# Du Peng
Du Peng (chinesisch 杜芃, Pinyin Dù Péng; * 19. April 1994) ist eine chinesische Badmintonspielerin. 

## Karriere
Du Peng startete 2011 in der chinesischen Superliga und wurde dort Fünfte mit dem Team von Zhejiang. Bei den chinesischen Nationalspielen 2013 belegte sie mit der Mannschaft Rang sechs und im Mixed Rang fünf. Beim London Grand Prix Gold 2013 stand sie im Viertelfinale, bei den Dutch Open 2013 im Halbfinale. Weitere Starts folgten bei den Canada Open 2013 und dem China Masters 2013.